# Highest Hopes
Highest Hopes este a treia compilație a formației Nightwish. Prima compilație, Tales from the Elvenpath a fost considerată de mulți fani incompletă deoarece conținea piese doar de pe albumul Oceanborn, Over the Hills and Far Away, Wishmaster și Century Child. Compilația conține și preluarea de la Pink Floyd a piesei High Hopes.

## Lista pieselor (versiunea standard)
1. "Wish I Had an Angel"
2. "Stargazers"
3. "The Kinslayer"
4. "Ever Dream"
5. "Elvenpath"
6. "Bless the Child"
7. "Nemo"
8. "Sleeping Sun (versiunea 2005)"
9. "Dead to the World"
10. "Over the Hills and Far Away"
11. "Deep Silent Complete"
12. "Sacrament of Wilderness"
13. "Walking in the Air"
14. "Wishmaster"
15. "Dead Boy's Poem"
16. "High Hopes (Live)"

## Lista pieselor (ediția specială)
1. "Wish I Had an Angel"
2. "Stargazers"
3. "The Kinslayer"
4. "Ever Dream"
5. "Elvenpath"
6. "Bless the Child"
7. "Nemo"
8. "Sleeping Sun" (versiunea 2005)
9. "Dead to the World"
10. "Over the Hills and Far Away"
11. "Sacrament of Wilderness"
12. "Walking in the Air"
13. "Wishmaster"
14. "Dead Boy's Poem"
15. "The Phanton Of The Opera"
16. "High Hopes (live)"

DVD:
1. She Is My sin - Live at M'Era Luna
2. Kinslayer - Live at M'Era Luna
3. Dead to The World - Live at M'Era Luna

### Lista pieselor (versiunea extinsă)
Disc 1:
1. "Wish I Had an Angel"
2. "Stargazers"
3. "The Kinslayer"
4. "Ever Dream"
5. "Elvenpath"
6. "Bless the Child"
7. "Nemo"
8. "Sleeping Sun"
9. "Dead to the World"
10. "Over the Hills and Far Away"
11. "Deep Silent Complete"
12. "Sacrament of Wilderness"
13. "Walking in the Air"
14. "Wishmaster"
15. "Dead Boy's Poem"
16. "High Hopes (Live)"

Disc 2:
1. "The Wayfarer"
2. "Come Cover me (Live)"
3. "Dead Boy's Poem (Live)"
4. "Once Upon a Troubadour"
5. "A Return to the Sea"
6. "Sleepwalker - Heavy Version"
7. "Nightquest"
8. "Lagoon"

DVD:
1. "She Is My Sin (Live)"
2. "Dead to the World (Live)"
3. "The Kinslayer (Live)"
4. "Over the Hills and Far Away"
5. "Bless the Child"
6. "Sleeping Sun"
7. "Walking in the Air (Live)"
8. "End of All Hope (Live)"
9. "10th Man Down (Live)"
10. "Sleeping Sun (Live)"